# Florian Dąbrowski (żołnierz)
Florian Dąbrowski (ur. 23 kwietnia 1911 w Pietwałdzie, zm. 21 listopada 1944 w okolicach Ankony) – polski żołnierz.

## Życiorys
Ojciec Michał zginął w górniczym wypadku. Po śmierci ojca rodzina Floriana przeniosła się do Cieszyna, gdzie ukończył on szkołę powszechną im. Marii Konopnickiej i wstąpił do terminu w drukarni Henryka Nowaka. Uczęszczał też do wieczorowej szkoły handlowej, wyuczył się siedmiu obcych języków, zdobył zawód linotypisty.
Był harcerzem IV Rzemieślniczej DH im. Jana Kilińskiego, inspiratorem jej wypraw, na przykład pieszego rajdu z Cieszyna na Narodowy Zlot ZHP w Poznaniu (1929 r.), wyprawę szczytami gór do Tatr i Pienin w 1930 roku oraz rok później „spacer” przez Kraków do Baranowa.
Jako ochotnik zaciągnął się w 1936 roku do Brygady im. Jarosława Dąbrowskiego, by po stronie Republiki Hiszpanii walczyć przeciw siłom generała Franco. Później trafił w szeregi Legii Cudzoziemskiej.
Był jednym z pierwszych, którzy stawili się w szeregach  organizowanych przez gen. Władysława Sikorskiego Polskich Sil Zbrojnych we Francji. Walczył w obronie zaatakowanej przez Hitlera Francji (1940 r.), za co został odznaczony Croix de Guerre  oraz brązowym Krzyżem Zasługi z Mieczami. Po upadku Francji trafił do Samodzielnej Brygady Strzelców Karpackich. Za okazywane męstwo  20 listopada 1941 r., za nienaganną żołnierską postawę, został  odznaczony Krzyżem Walecznych. Rozkazem nr 40 z 2 kwietnia 1943 r. uzyskał prawo noszenia Odznaki Samodzielnej Brygady Strzelców Karpackich. Kolejnym wyróżnieniem wojskowym było przyznanie Pamiątkowej Odznaki 3. Dywizji Strzelców Karpackich (rozkaz nr 5710/157).
Pod Monte Cassino walczył jako kapral-podchorąży i jak zwykle nie oszczędzał się w boju. Pośmiertnie został odznaczony Krzyżem Virtuti Militari V klasy i Krzyżem Pamiątkowym Monte Cassino (15 lutego 1945 r. nr leg. 40).
Zginął opodal Ankony we Włoszech śmiertelnie ugodzony zabłąkaną kulą. Pochowany na Polskim Cmentarzu Wojennym w Bolonii.